# Wilfried Bien
Wilfried Bien, né le 10 mai 1974 est un ancien arbitre français de football  connu pour ses contributions au football en tant qu'arbitre de Ligue 1 et arbitre international FIFA.

## Biographie

### Carrière d'arbitre
Wilfried Bien a officié dans plusieurs matchs de Ligue 1, la première division du football français. Il a également été sélectionné pour arbitrer des compétitions internationales, renforçant sa réputation au sein du corps arbitral,. Lors d’un match impliquant Vincent Enyeama, Wilfried Bien a été remarqué pour son interaction amicale avec le joueur, illustrant une approche humaine et détendue de l’arbitrage. En 2016, le journal L'Equipe le classe comme arbitre le plus sévère dans le championnat de Ligue 1 avec un total de 5,3 cartons par match.

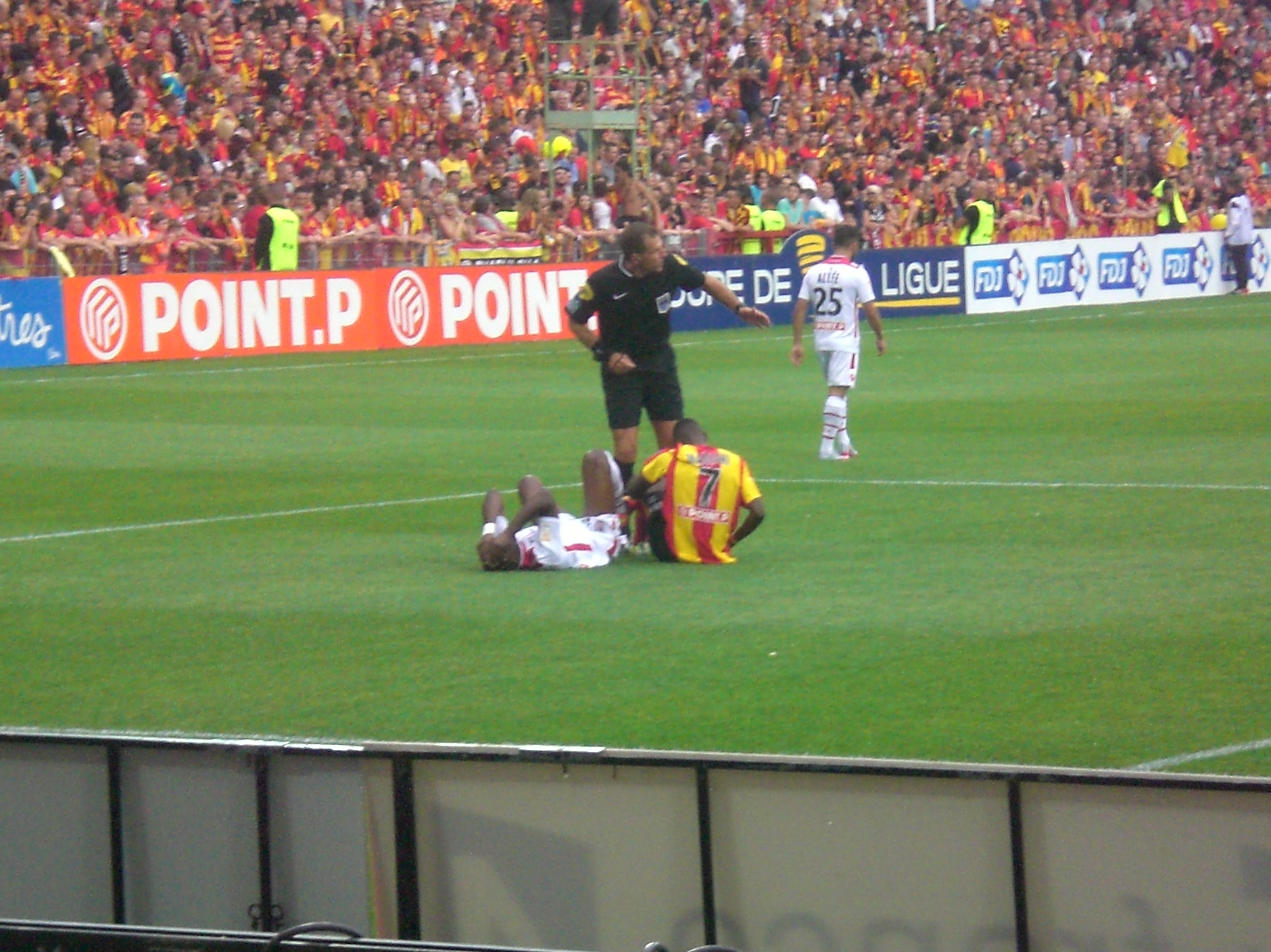
Wilfried Bien, lors du match Lens / AC Ajaccio, le 11 août 2015

#### Réorientation en fin de carrière
Après avoir quitté les terrains en tant qu’arbitre actif, Wilfried Bien a poursuivi son engagement dans le football à travers plusieurs responsabilités : Conseiller Technique Régional en Arbitrage,,, Superviseur des arbitres de National et Arbitre à l’Assistance Vidéo.

#### Engagement pédagogique
En août 2021, Wilfried Bien s'est rendu à l'académie internationale de Football du Thonon Evian Grand Genève Football Club pour échanger avec les joueurs sur les lois de l’arbitrage. Sa visite a permis aux jeunes du groupe National 3 de mieux comprendre les règles et subtilités de l’arbitrage, à quelques jours de la reprise des compétitions. Cet événement témoigne de son engagement à transmettre son savoir et son expérience aux nouvelles générations. Il participe régulièrement aux journées de l'arbitrage en collaboration avec La Poste et à différents stages de formation de jeunes arbitres et arbitres féminines.

#### Critiques liées à la VAR et controverses
Wilfried Bien a également fait l'objet de nombreuses critiques en raison de son rôle en tant qu'arbitre assistant vidéo. Certains clubs, notamment l’Olympique de Marseille, ont exprimé leur mécontentement face à des décisions arbitrales controversées lors de matchs décisifs. Parmi les exemples souvent cités : OM-Metz (2023) : Refus du but du 2-0 pour une faute jugée légère de Sarr, OM-Lens (2022) : Annulation du but d'ouverture pour une faute tout aussi discutable et OM-Monaco (2021) : Attribution d’un penalty et d’un carton rouge contestés à domicile. Ces décisions, perçues comme litigieuses, ont suscité des tensions entre les supporters, les joueurs, et les médias, alimentant le débat sur l’impact de la VAR sur le déroulement des matchs,,.

## Statistiques*
*Comprenant les rôles d'arbitre central, arbitre assistant et arbitre VAR
| Catégorie         | Nombres de Matchs | Catégorie                           | Nombres de Matchs |
| Ligue 1           | 185               | Amicaux internationaux              | 1                 |
| Ligue 2           | 79                | UEFA Youth League                   | 2                 |
| National          | 52                | UEFA Champions League Qualification | 1                 |
| Coupe de France   | 26                | UEFA Europa League Qualification    | 1                 |
| Coupe de la Ligue | 15                | UEFA Europa League                  | 3                 |
| ----------------- | ----------------- | ----------------------------------- | ----------------- |